# Annie Wennergren
Annie Wennergren es una deportista sueca que compite en vela en la modalidad de match race. Ganó dos medallas en el Campeonato Mundial de Match Race Femenino, oro en 2016 y bronce en 2024.

## Palmarés internacional
| Campeonato Mundial | Campeonato Mundial         | Campeonato Mundial | Campeonato Mundial |
| Año                | Lugar                      | Medalla            | Clase              |
| ------------------ | -------------------------- | ------------------ | ------------------ |
| 2016               | Sheboygan (Estados Unidos) | Medalla de oro     | Match race         |
| 2024               | Yeda (Arabia Saudita)      | Medalla de bronce  | Match race         |